# Templo solar egipcio

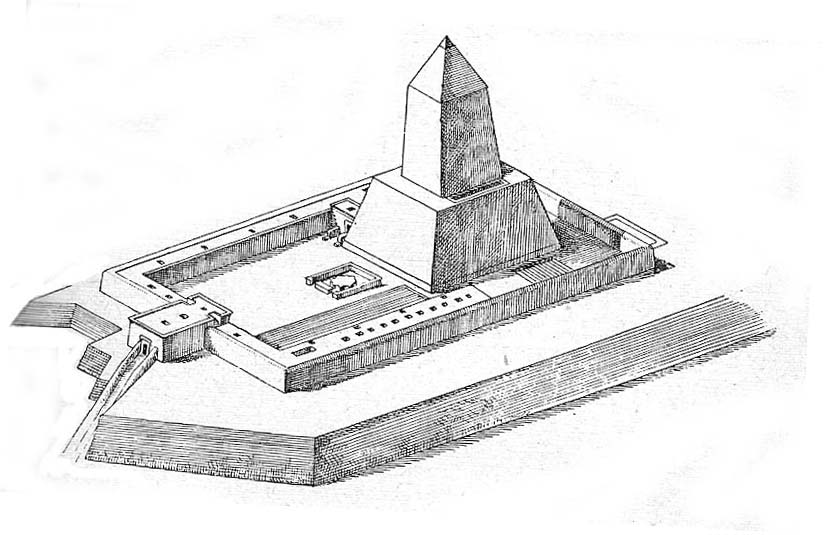
Dibujo del Templo Solar de Nyuserra, en Abusir.
L'archéologie égyptienne, Gaston Maspero, 1907.

El Templo Solar egipcio surge con la finalidad de poder representar ritualmente la potencia vivificadora del dios sol Ra, según la concepción religiosa de los sacerdotes de Heliópolis.
En época del reinado de Userkaf, el primer faraón de la dinastía V de Egipto (c. 2500 a. C.), se impone una nueva ideología religiosa, la mística solar del clero de Heliópolis, y se abandona la doctrina de los sacerdotes menfitas. Esta ideología, para escenificar su liturgia, origina una nueva tipología arquitectónica para los templos: el Templo Solar.

## Explicación
La apariencia de los templos del sol en el comienzo de la quinta dinastía se asocia con un cambio religioso que tiene sus orígenes en el reinado de Dyedefra, faraón de la cuarta dinastía. Entonces el fortalecimiento del culto al dios sol Ra fue también un cambio en el culto al rey: El faraón había sido considerado como un dios, y ahora era solo el hijo del dios. También hubo cambios en el culto a los muertos. Se crearon santuarios orientados al oeste, lugar donde muere el Sol, asociados, incluso a gran distancia, con las tumbas reales. Ambas estructuras debían facilitar el tránsito al otro mundo del faraón para que pueda reunirse con su padre Ra. Al final de la quinta dinastía llegaron nuevos cambios radicales religiosos, lo que llevó a que dejasen de construirse los Templos Solares; al culto del dios Sol ahora se superpone el de Osiris y el Duat. El faraón Unis es el primero en grabar en las paredes de su tumba los Textos de las Pirámides, un texto desde entonces crucial para la supervivencia en el otro mundo del soberano.
Además del religioso, el culto solar tenía otro significado económico importante, sobre todo cuando se trataba del asociado a una pirámide. Por ejemplo, Neferirkara dejó escrito que las ofrendas para su culto fuesen entregadas en el Templo Solar.

## Descripción

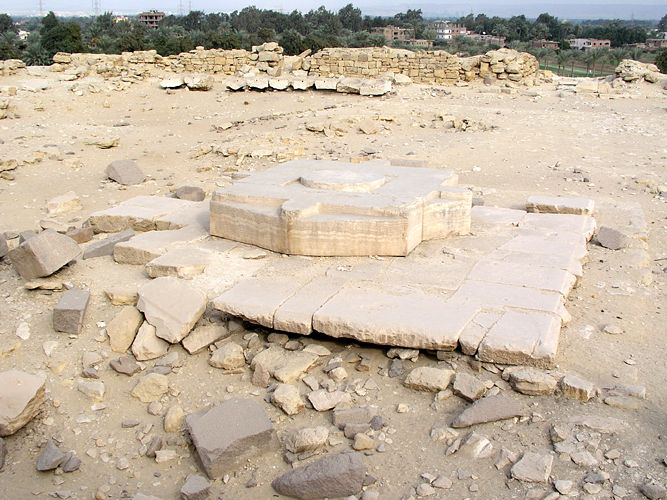
Altar del Templo Solar de Nyuserra.

Estos templos, descubiertos, se organizaban en torno a un gran pilar rectangular, o "benben", culminado en un "piramidón", precedente de los obeliscos, simbolizando la columna primordial (Nun) sobre la cual se posaba el Sol, y que tenía delante un altar para los rituales. El conjunto estaba rodeado por una muralla. A diferencia de los templos erigidos con anterioridad, carecían de naos o "Sanctasantorum" que albergara la imagen de la divinidad. El Templo Solar de Nyuserra también tiene en su lado norte un edificio alargado con almacenes y en el lado sur de la muralla que lo rodea una Barca solar de adobe.
Al estudiarlos se han podido identificar varias etapas de construcción. Así, al principio se utilizó el adobe que sólo más tarde se sustituyó por piedra. Su tamaño también aumentó significativamente, de la base cuadrada del templo de Userkaf se pasó posteriormente a un rectángulo. El obelisco apareció en una fase posterior, mientras que en los primeros en su lugar se encontraba una columna de madera.
Estos cambios se han utilizado también como una posible explicación de por qué sólo dos de los seis Templos Solares se han encontrado: podría ser que los ladrillos utilizados en su construcción fueran reutilizados más tarde, como se ha demostrado en el de Sahura, o bien que por posteriores gobernantes lo hayan usurpado, como se sospecha que el Templo Solar de Nyuserra es una ampliación del anterior de Neferefra.

## Lista de Templos Solares
Los documentos egipcios mencionan seis templos solares en Abu Gurab, al norte de Abusir, que datan de la quinta dinastía. Sólo están identificados dos: el de Userkaf y el de Nyuserra, que es el mejor conservado.
| Faraón      | Templo                      | Nombre egipcio                                | Ubicación                 | Notas                                                    |
| ----------- | --------------------------- | --------------------------------------------- | ------------------------- | -------------------------------------------------------- |
| Userkaf     | Templo Solar de Userkaf     | Nḫn-Rˁ.w Nejen Ra Fortaleza de Ra             | Abusir                    |                                                          |
| Sahura      | Templo Solar de Sahura      | Sḫt-Rˁ.w Sejet Ra Campo de Ra                 | desconocido (Abusir?)     | Un obelisco encontrado en Abusir podrían ser sus restos. |
| Neferirkara | Templo Solar de Neferirkara | St-ib-Rˁ.w Set-ib Ra Lugar favorito de Ra     | desconocido               | documentado en varias inscripciones.                     |
| Neferefra   | Templo Solar de Neferefra   | Ḥtp-Rˁ.w Hetep Ra Mesa de ofrendas para Ra    | desconocido               |                                                          |
| Nyuserra    | Templo Solar de Nyuserra    | Šsp-ib-Rˁ.w Shesep-ib Ra Lugar deseado por Ra | Abu Gurab cerca de Abusir |                                                          |
| Menkauhor   | Templo Solar de Menkauhor   | 3ḫt-Rˁ.w Ajet Ra Horizonte de Ra              | desconocido               |                                                          |

Los otros faraones de la quinta dinastía, Shepseskara, Dyedkara-Isesi y Unis, no consta que construyeran Templos Solares.

## Ajetatón
Ajetatón «el horizonte de Atón», fue la nueva capital egipcia fundada por Ajenatón. Los templos, uno de ellos dedicado al dios solar bajo la advocación de Atón, se construyeron descubiertos para permitir que penetrara la vivificante luz del Sol.

### Citas
1. ↑  Jánosi: op. cit., pp. 101–104.
2. ↑  Jánosi: op. cit., pág. 104.
3. 1 2  Verner: op. cit., pp. 42–43.
4. ↑  Verner: op. cit., pág. 44.